# Truma

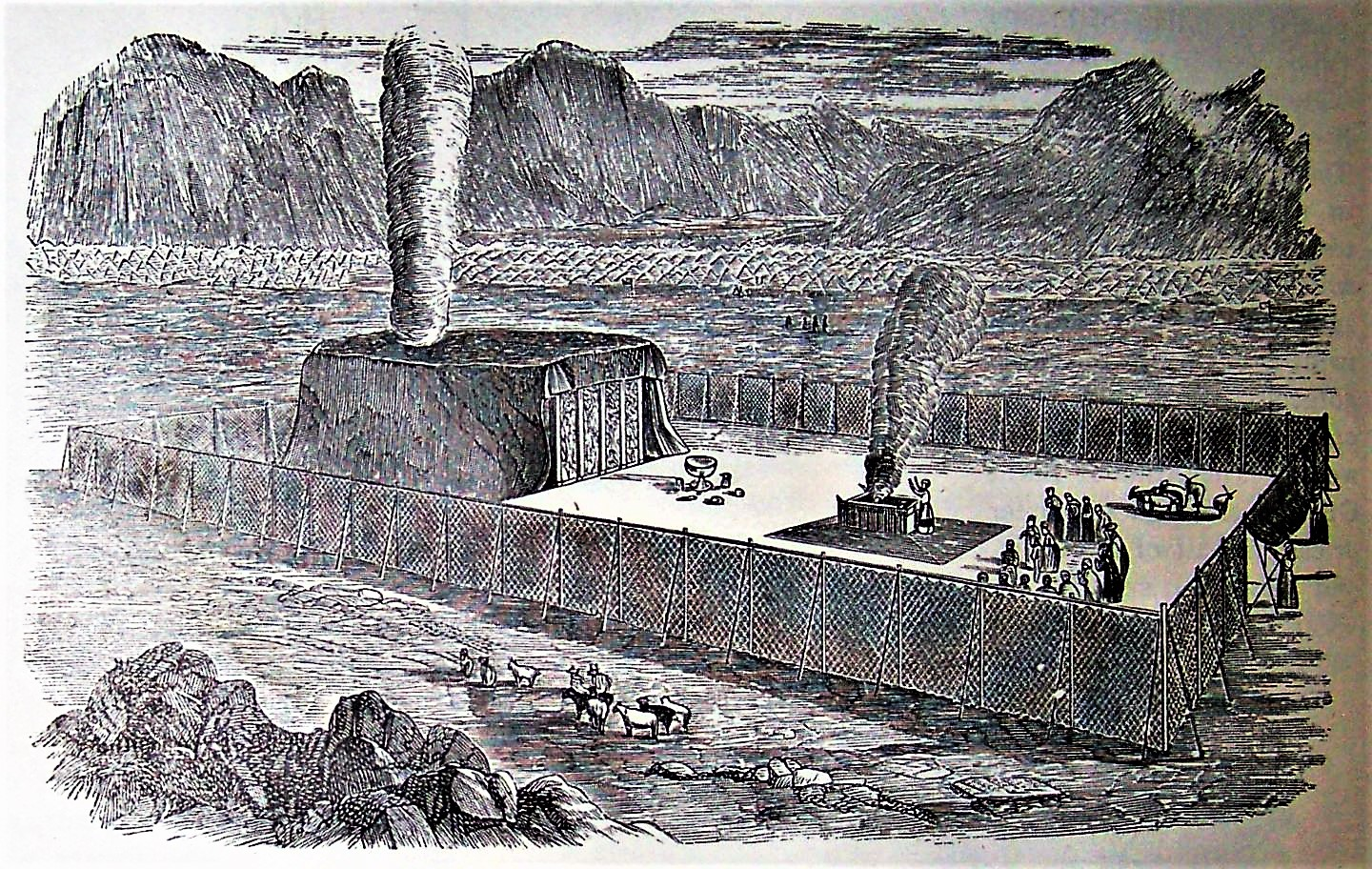
Tabernaculul intr-o ilustraţie a Bibliei în ediţia Homan, 1890

Truma (Pericopă) (ebraică: תרומה ,= danie, prinos, contributie)
este una din cele 54 de pericope (parashá) în care este divizată lectura celor cinci Cărți ale lui Moise - Tora sau Pentateuhul, în cultul mozaic sau iudaic.
Parashat Truma  este pericopa a nouăsprezecea din Torá și a șaptea din cartea Exodului (Shmot). 
Ca toate pericopele, ea își primește numele de la primele cuvinte din textul ei (Exod 25, 1-2) 
„Atunci a grăit Dumnezeu cu Moise și a zis:  
"Spune fiilor lui Israel să-Mi aducă prinoase: de la tot omul, pe care-l lasă inima să dea, să primești prinoase pentru Mine.” 
Pericopa Truma conține versetele (psukim) 25:1- 27:19.
În ea se descriu componentele prinoaselor, fabricarea pieselor din tabernacul: chivotul legământului (Aron edut)

## Conținutul pericopei
Pericopa se referă la un singur subiect: porunca lui Dumnezeu dată lui Moise de a construi Tabernaculul.
La începutul ei Dumnezeu poruncește lui Moise să adune de la fiii lui Israel donații pentru tabernacul. Tora poruncește adunarea a numeroase materiale, între care: aur, argint și aramă, piei și vopsele diferite, pietre prețioase, mirodenii și ulei. 
Apoi sunt prezentate una dupa alte instrucțiunile pentru construirea tabernaculului și a ustensilelor sale: chivotul legământului, capacul chivotului (kaporet), masa pentru "pâinea pusă înainte", sfeșnicul, pârghiile, scândurile, stâlpii și postamentele, perdelele, altarul de aramă, țărușii curții etc. Sunt descrise în amănunt toate obiectele de cult și materialele din care sunt confecționate, precum și măsurile lor.  
Evreii din Diaspora citesc această pericopă în a nouăsprezecea sâmbătă, numărată de la sărbătoarea Simhat Tora, care cade de obicei în februarie sau la începutul lunii martie.
Obiectele din Templu au inspirat ulterior piese din sinagogă, precum Menora, candelabrul cu șapte brațe și chivotul aron hakodesh, unde sunt ținute sulurile sfinte.  Ele au reprezantat o temă principală a artei tradiționale iudaice, asa cum se manifestă în împodobirea pereților lacașelor de cult, a obiectelor de cult și a amuletelor, pe morminte, sau în ilustrațiile scrierilor vechi.

## Legături și surse exterioare
- pericopa Truma -rabinul Sorin Rosen
- Baruh Tercatin - Pericopa Truma în Pericope - în Luah 5771 ,Calendar ,supliment al revistei Realitatea Evreiască, FCER 2010-2011
- pericopa Truma Arhivat în 7 octombrie 2012, la Wayback Machine.